# Магьосничества!
„Магьосничества!“ (на английски: Sorcery!, оригинално озаглавена Steve Jackson's Sorcery!), е поредица от четири книги-игри, написани от Стив Джаксън и илюстрирани от Джон Бланше между 1983 и 1985 година, част от по-голямата поредица „Битки безброй“ (Fighting Fantasy), но не се намират сред списъка с оригиналните 59 книги. „Магьосничества!“ е публикувана повторно от „Уизард букс“ през 2003 година и по-късно е преработена от „Инкъл“ като компютърна игра между 2013 и 2016 година.

## История на публикациите
Поредицата „Магьосничества!“ е публикувана за пръв път от „Пингуин Букс“, а по-късно от техните ин-принт партньори „Пъфин Букс“ като четири отделни заглавия, започнали с „Планините Шамутанти“ (The Shamutanti Hills) от 1983 година, „Пристанището на клопките“ (Kharé: Cityport of Traps) и „Седемте дракона“ (The Seven Serpents) през 1984 година, и „Кралската корона“ (The Crown of Kings) през 1985 година. Всяко заглавие може да бъде играно като самостоятелно приключение или като част от общата арка на повествованието. Поредицата е снабдена с книгата Sorcery! Spellbook, публикувана през 1983 година, която е включена като приложение в сетнешните издания. Кутия с книгите е публикувана като „Магьосничества!“, с „Планините Шамутанти“ и магическата книга. Поредицата е преиздадена от „Уизърд Букс“ през 2003 година.
В България книгите са издадени от издателство „Хермес“ между 1995 и 1996 година.